# Nieuport 17
Nieuport 17 je bilo francosko dvokrilno lovsko letalo prve svetovne vojne, ki ga je izdelovalo francosko podjetje Nieuport.

## Razvoj in opis
Letalo je bilo povečana različica letala Nieuport 11 Bebe, opremljena z močnejšim motorjem, večjimi krili in boljšo zasnovo. Sprva je bilo opremljeno z rotacijskim motorjem Le Rhône 9J moči 110 KM, kasneje pa z močnejšim rotacijskim motorjem enake znamke moči 130 KM (97 kW). Letalo je imelo izredne manevrske sposobnosti in se je odlično vzpenjalo. Zaradi znatno ožjega spodnjega krila in opore z zgornjim krilom le na eni točki (V-opornik) pa je imelo letalo veliko slabost. Pri velikih hitrostih v ostrih zavojih in pri strmoglavljenjih je zaradi take konstrukcije spodnje krilo lahko razpadlo. Konstruktor Nieuportov Gustave Delage (ni v sorodu z istoimensko avtomobilsko tovarno) je pri kasnejših modelih opustil V-opornike in jih nadomestil z običajnimi dvojnimi I-oporniki. Zanimivo je tudi, da se je Gustave Delage prej ukvarjal s konstruiranjem ladij!.
Sprva je bil Nieuport 17 opremljen z eno strojnico Lewis gun, nameščeno na zgornjem krilu, ki pa so jo kasneje zamenjali s sinhronizirano strojnico Vickers, ki je streljala skozi polje propelerja. Občasno so se pojavljala tudi letala, ki so imela nameščeni dve sinhronizirani strojnici Vickers, vendar so bili ti lovci bolj redki na bojišču.

## Operativna zgodovina
Letalo je prišlo na bojišče marca 1916 in je kmalu v francoskih vrstah nadomestilo letalo Nieuport 11. Letalo so v uporabo sprejeli tudi v Royal Flying Corps ter Royal Naval Air Service, saj je bilo precej boljše od dotedanjih britanskih lovcev. Bilo je izjemno okretno in se je zelo hitro dvigalo in bilo zelo priljubljeno med piloti. Le strmoglavljati z njim ni bilo preveč zdravo, kaj lahko se je odtrgalo spodnje krilo. O kakovosti tega letala ob prihodu na bojišče priča tudi dejstvo, da je bila del leta 1916 vsaka eskadrilja Aviation Militaire opremljena s tem tipom lovcev. Tudi podatek o tem, da so Nemci zasežene lovce Nieuport 17 dostavili nekaterim svojim konstrukcijskim podjetjem, da bi jih kopirali zgovorno govori o kvaliteti teh letal. Rezultat tega je bilo nemško letalo Siemens-Schuckert D.I, ki je bilo skoraj identično Nieuportu. Od njega se je razlikovalo le po namestitvi motorja in je celo prišlo v serijsko proizvodnjo, a ni bilo nikoli uporabljeno na Zahodni fronti.
Do začetka leta 1917 je bil Nieuport 17 v primerjavi z novo generacijo nemških lovcev že zastarel, v želji obdržati enakovrednost nad bojišči pa sta iz tovarne že prišla modela Nieuport 24 ter 27. Kljub temu so v veliko francoskih eskadriljah do sredine leta 1917 Nieuportova letala zamenjali lovci SPAD S.VII.
Na tem modelu je letelo mnogo letalskih asov, med katerimi je bil tudi kanadski as William A. Bishop z 72 (precej sumljivimi) zmagami, prejemnik Viktorijinega križca ter eden največjih zavezniških letalskih asov Albert Ball, posthumno odlikovan z V.C., ki pa se je 7. maja 1917 ubil s SE5a.
Podobno kot ostala Nieuportova letala, je bil model 17 tudi po tem, ko je bil umaknjen iz aktivne službe, še uporabljan za šolanje perspektivnih lovskih pilotov.

## Uporabniki
Belgija
 Čile
 Kolumbija
 Češkoslovaška (po vojni)
 Estonija
 Finska
 Francija
 Madžarska
 Italija
 Nizozemska
 Poljska
 Romunija
 Rusko cesarstvo
- Imperialno vojno letalstvo

 Siam (Tajska)
 Sovjetska zveza
Ukrajina
 Združeno kraljestvo
- Kraljevi letalski korpus
  - No. 1 Squadron RFC
  - No. 14 Squadron RFC
  - No. 17 Squadron RFC
  - No. 29 Squadron RFC
  - No. 40 Squadron RFC
  - No. 60 Squadron RFC
  - No. 67 Squadron RFC
  - No. 111 Squadron RFC
  - No. 113 Squadron RFC
  - No. 150 Squadron RFC

 Združene države Amerike